# きのくにシーサイド
きのくにシーサイド　(Kinokuni Sea Side) は、西日本旅客鉄道（JR西日本）が天王寺駅 - 白浜駅間を阪和線・紀勢本線経由で運行していた臨時快速列車、およびその列車に使われた車両である。

## 概要
和歌山県南部の南紀・熊野地域で1999年（平成11年）4月29日から9月19日にかけて行われた南紀熊野体験博にあわせて運行を開始した。当初は同博覧会場のシャトル列車・動くパビリオン的な位置づけであったが、博覧会終了後は観光列車として夏期を中心に運行を行っていた。

## 運行概況
廃止当時は天王寺 - 白浜間で1往復運行され、週末に運行されていた。
また、ミレニアムを記念した2000年（平成12年）および21世紀への初年である2001年（平成13年）の1月1日にも運行されており、この場合それぞれ列車名にそれを示す列車名が与えられ、正月臨時輸送の一環で前年12月31日に始発駅を発車する夜行列車扱いで運行された。

### 停車駅
天王寺駅 - 鳳駅 - 和泉府中駅 - 日根野駅 - 和歌山駅 - 海南駅 - 箕島駅 - 湯浅駅 - 御坊駅 - 南部駅 - 紀伊田辺駅 - 白浜駅
- 2006年（平成18年）7月運行時の停車駅

### 使用車両・編成
12系・24系を改造したジョイフルトレインを専用列車として使用し、編成は白浜方から、スハフ12 128 + オハ25 57 + オハ12 228 + オハフ13 27で、DE10 1152が牽引していた。車体塗装は、南紀をイメージした橙色・青色・灰色を組み合わせて白色の帯が加えられており、客車のみならず機関車についても同様に塗装されていた。
4両編成のうち、座席車の3両はクルージングキャビンと称し、座席は381系の更新工事で発生したグリーン車の座席を使用した4人ボックス席に統一されていた。全車普通車の座席指定席とし、車内は客室内を全面禁煙として4号車にのみ喫煙スペースが設けられていた。24系客車を改造した展望車（パノラマデッキ）も1両連結されており、種車の車体構造を利用して側天井部分にはガラスが設置された。山側には一段高い位置にテーブルや椅子が配置されており、海の眺望が見えるように考慮されていた。
機関車は常時1号車側に連結していたことから、4号車が先頭に立つ場合は機回しの手間を省くため4号車先頭部を改造して運転台を取り付け、推進運転（ペンデルツーク方式）としていた。

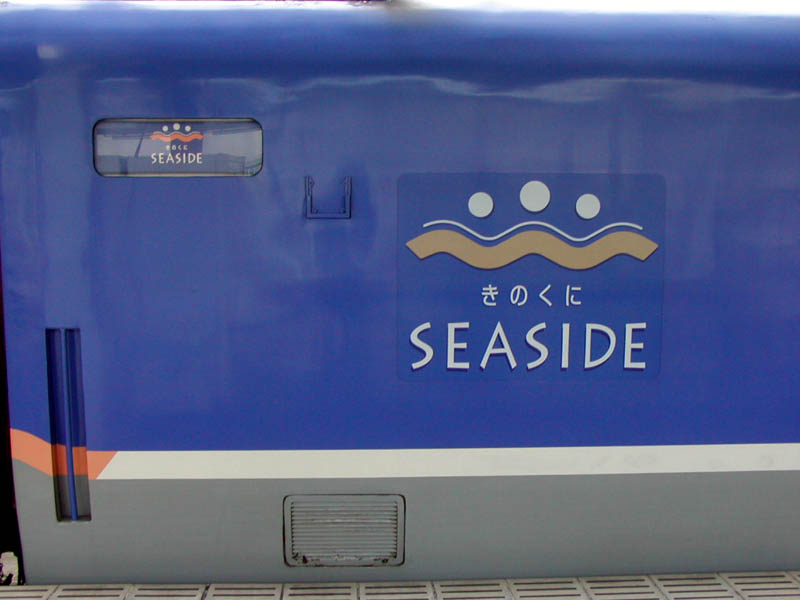
「きのくにシーサイド」のロゴ
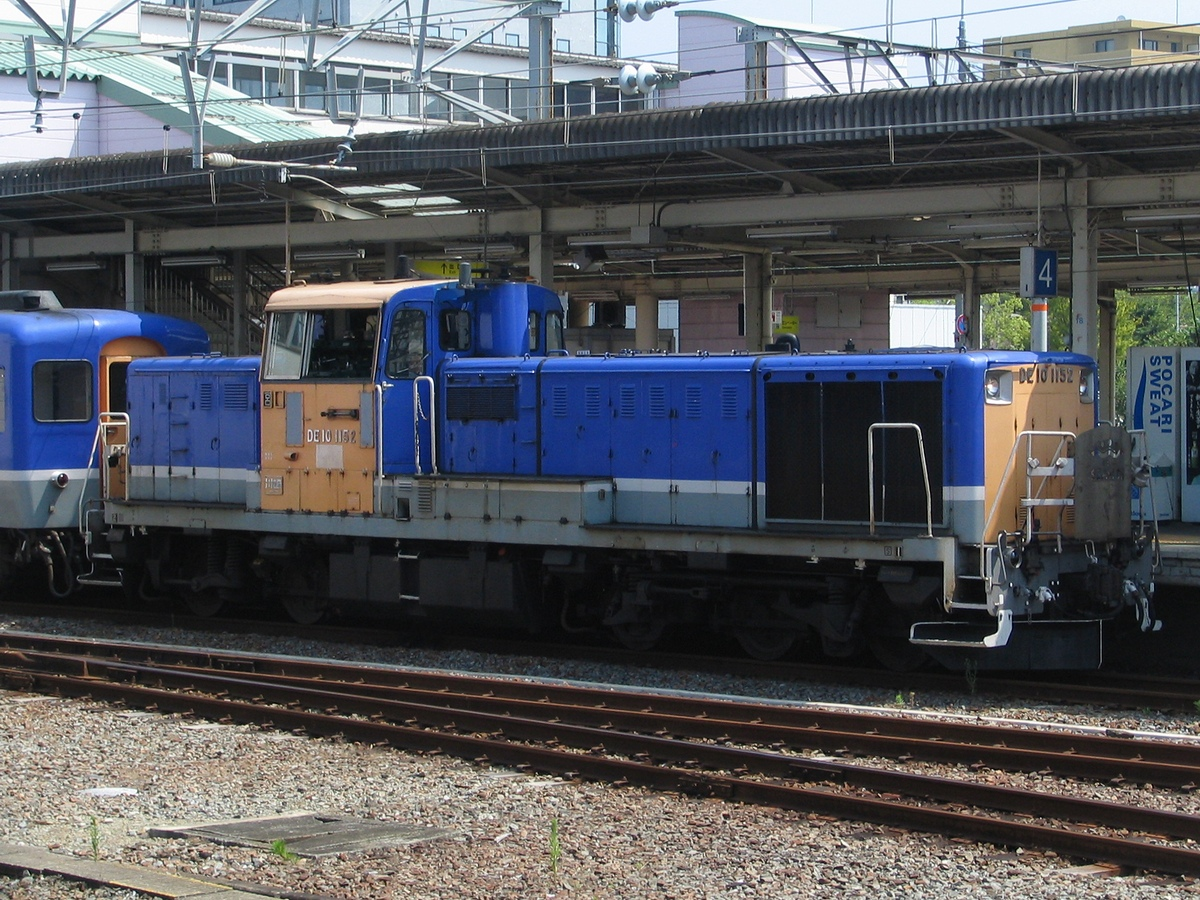
専用塗装のDE10 1152
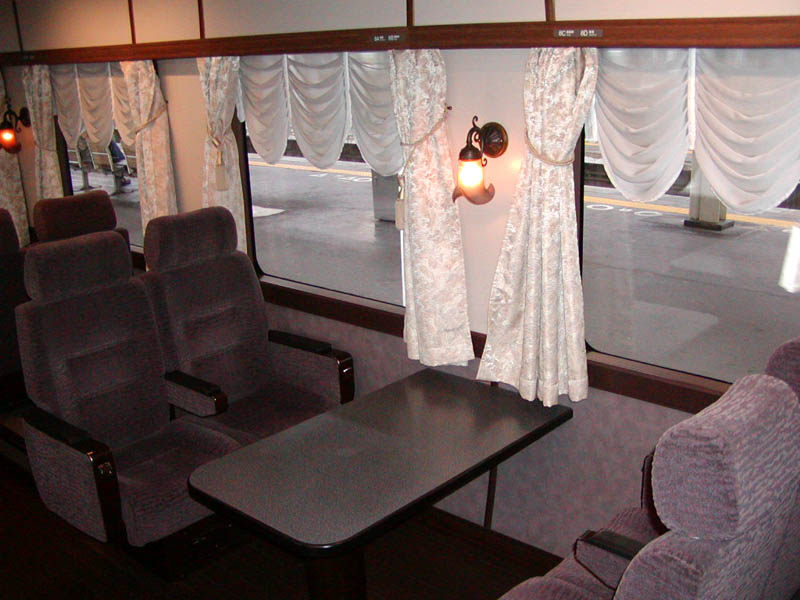
座席車の車内
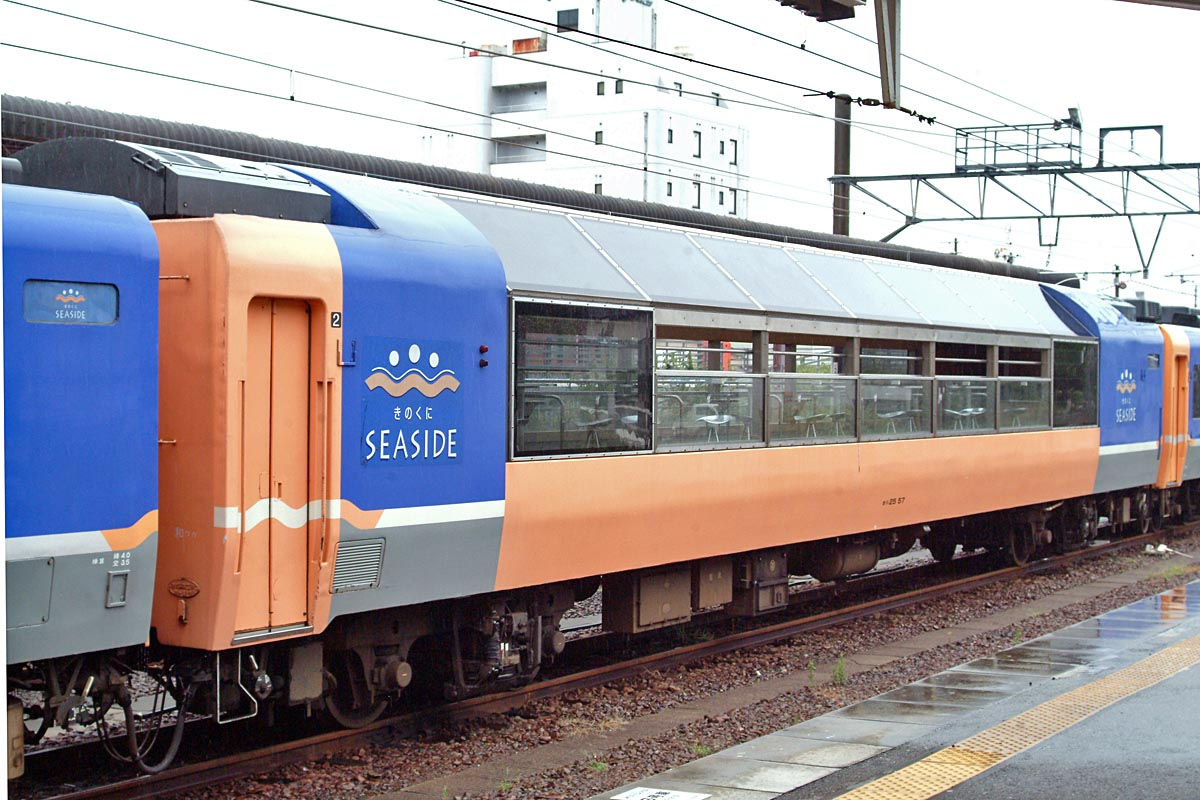
展望車（オハ25 57）
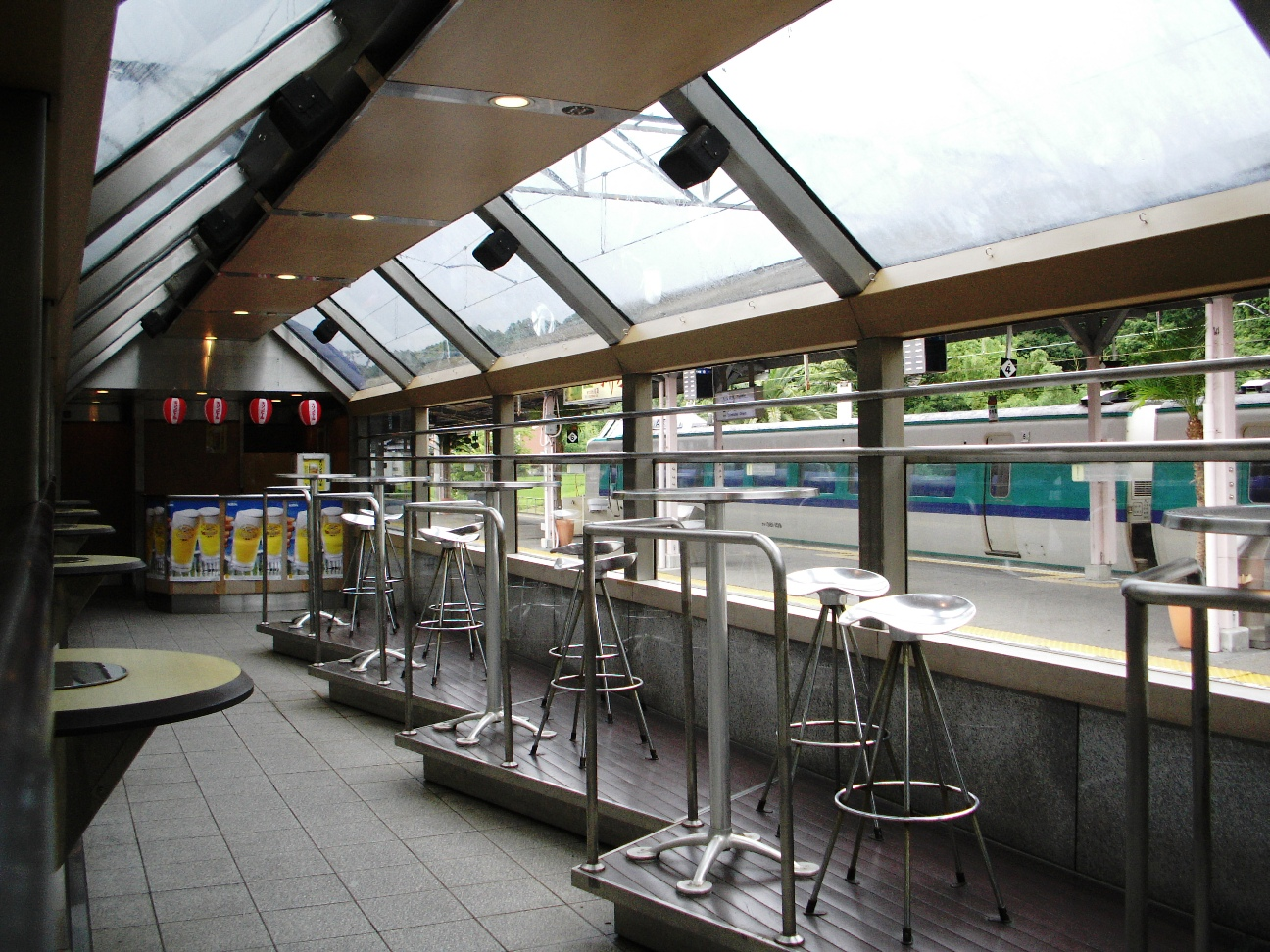
展望車の車内

## 沿革
- 1999年（平成11年）
  - 4月29日：南紀熊野体験博にあわせて串本 - 新宮間で運行開始[1]。
  - 12月4日：白浜 - 新宮間に運行区間を延長[2]。
  - 12月31日：「きのくにシーサイド2000」として天王寺駅 - 新宮駅間で運転[3]。
- 2000年（平成12年）
  - 7月20日：和歌山 - 新宮間に運行区間を変更。
  - 12月31日：「きのくにシーサイド21」として天王寺 - 新宮間で運行される。
- 2001年（平成13年）
  - 3月3日：運行区間が往路は天王寺 - 白浜間、復路は白浜 - 和歌山間に変更される[4]。
  - 7月20日：往復とも天王寺発着で運行されるようになる。
- 2007年（平成19年）
  - 7月21日 - 8月12日：「ありがとうきのくにシーサイド」として和歌山 - 白浜間で運行（途中、海南駅・紀伊田辺駅のみ停車）[5]。
  - 8月25・26日：「さよならきのくにシーサイド」として串本 - 新宮間で運行され、この列車をもって「きのくにシーサイド」の運行が終了[5]。